# Toledo (Illinois)
Toledo és una població dels Estats Units a l'estat d'Illinois. Segons el cens del 2000 tenia 1.166 habitants.

## Demografia
Segons el cens del 2000, Toledo tenia 1.166 habitants, 510 habitatges, i 314 famílies. La densitat de població era de 562,7 habitants/km².
Dels 510 habitatges en un 32,7% hi vivien nens de menys de 18 anys, en un 43,9% hi vivien parelles casades, en un 11,2% dones solteres, i en un 38,4% no eren unitats familiars. En el 36,1% dels habitatges hi vivien persones soles el 20,8% de les quals corresponia a persones de 65 anys o més que vivien soles. El nombre mitjà de persones vivint en cada habitatge era de 2,26 i el nombre mitjà de persones que vivien en cada família era de 2,91.
Per edats la població es repartia de la següent manera: un 26,8% tenia menys de 18 anys, un 8,5% entre 18 i 24, un 26,8% entre 25 i 44, un 18,2% de 45 a 60 i un 19,7% 65 anys o més.
L'edat mediana era de 37 anys. Per cada 100 dones de 18 o més anys hi havia 81,7 homes.
La renda mediana per habitatge era de 26.094 $ i la renda mediana per família de 29.792 $. Els homes tenien una renda mediana de 26.563 $ mentre que les dones 16.898 $. La renda per capita de la població era de 14.246 $. Aproximadament el 18% de les famílies i el 16,8% de la població estaven per davall del llindar de pobresa.

## Poblacions més properes
El següent diagrama mostra les poblacions més properes.